# Giuseppe Laterza (Bischof)

Wappen von Giuseppe Laterza

Giuseppe Laterza (* 12. November 1970 in Conversano) ist ein italienischer Geistlicher, Diplomat des Heiligen Stuhls und römisch-katholischer Erzbischof.

## Leben
Giuseppe Laterza empfing am 12. November 1994 das Sakrament der Priesterweihe für das Bistum Conversano-Monopoli.
Nach seiner Priesterweihe erwarb er einen Abschluss im Kirchenrecht und trat zum 1. Juli 2003 in den diplomatischen Dienst des Heiligen Stuhls ein. Er war in den Nuntiaturen in Uruguay, Polen, Italien und Georgien sowie im Staatssekretariat des Heiligen Stuhls in der Sektion für die Beziehungen zu den Staaten und den internationalen Organisationen eingesetzt, zuletzt im Rang eines Nuntiaturrats.
Am 5. Januar 2023 ernannte ihn Papst Franziskus zum Titularerzbischof von Vartana sowie zum Apostolischen Nuntius in der Zentralafrikanischen Republik und im Tschad. Kardinalstaatssekretär Pietro Parolin spendete ihm am 4. März desselben Jahres in der Kathedrale von Conversano die Bischofsweihe. Mitkonsekratoren waren der Präfekt der Apostolischen Signatur, Dominique Kardinal Mamberti, und der Bischof von Conversano-Monopoli, Giuseppe Favale. Am 28. Mai 2024 wurde ihm statt des bisherigen Titularsitzes Vartana das Titularbistum Polinianum zugewiesen.